# Bez jej zgody
Bez jej zgody – amerykański film obyczajowy z 1990 roku.

## Fabuła
21-letnia Emily (Melissa Gilbert) przeprowadza się z rodzinnego Idaho do Los Angeles, gdzie poznaje przystojnego sąsiada (Scott Valentine), który pewnego dnia zaprasza ją do swojego mieszkania. Spotkanie kończy się dramatycznie Emily zostaje zgwałcona. Boi się opowiedzieć komukolwiek o swoich przeżyciach. Kiedy jednak jej związek z chłopakiem Treyem (Barry Tubb) przeżywa poważny kryzys, wyznaje mu całą prawdę.